# Thomas Stewart, maestro de mar
Sir Thomas Stewart, maestro de mar, fue un hijo ilegítimo de Alexander Stewart, el conde de mar. Era bisnieto del rey Roberto II de Escocia. Murió antes de agosto de 1432.
Thomas se casó con Elizabeth, la viuda de Juan Estuardo, conde de Buchan, hija de Archibald Douglas, IV conde de Douglas y Margaret Stewart, Señora de Galloway. Se les exigió obtener una licencia de matrimonio, que se otorgó el 1 de mayo de 1427, debido a sus grados de consanguinidad y afinidad.
Tuvo un hijo.

## Citas
- Douglas Richardson, Royal Ancestry: Un estudio en familias coloniales y medievales (2013).
- Mosley, Charles, editor. Burke's Peerage, Baronetage & Knightage, 107.ª edición, vol. 2. Wilmington, Delaware, EE. UU .: Burke's *Peerage (Genealogical Books) Ltd, 2003.
- The Scots Peerage, vol. III, editado por Sir James Balfour Paul

- Datos: Q28204564